# 트롤: 춤과 노래는 계속된다!
《트롤: 춤과 노래는 계속된다!》(영어: Trolls: The Beat Goes On!)은 드림웍스 애니메이션의 영화 트롤를 원작한 3D 애니메이션이다. 2018년 1월 19일부터 넷플릭스에서 첫 선보였다.
같은 달 12월부터 대한민국의 투니버스에서 방영 중이다.

## 시놉시스
에너지가 넘치는 흥부자 요정들이 돌아왔다!
춤과 노래 없이는 살 수 없는 트롤들의 사랑스러운 뮤직 어드벤처!
이들의 시끌벅적한 일상 속으로 함께 갈 준비됐지?!

## 에피소드
| 시즌 | 시즌 | 회수 | 방송 날짜       | 방송 날짜       |
| 시즌 | 시즌 | 회수 | 시즌 시작       | 시즌 종료       |
| ---- | ---- | ---- | --------------- | --------------- |
|      | 1    | 6    | 2018년 1월 19일 | 2018년 1월 19일 |
|      | 2    | 7    | 2018년 3월 9일  | 2018년 3월 9일  |
|      | 3    | 6    | 2018년 8월 24일 | 2018년 8월 24일 |
|      | 4    | 7    | 2018년 11월 2일 | 2018년 11월 2일 |
|      | 5    | 6    | 2019년 1월 18일 | 2019년 1월 18일 |